# Hilary Gostkiewicz
Hilary Bernard Gostkiewicz (ur. 1861 w Łodzi, zm. 1928 we Władywostoku) – działacz socjalistyczny I Proletariatu, szewc.

## Życiorys
Był jednym z najwcześniej zaangażowanych socjalistów, należał do pierwszych kółek robotniczych w Warszawie, a później do gminy socjalistycznej. Od wiosny 1883 prowadził działalność socjalistyczną w środowisku łódzkich robotników. Założył dwie organizacje proletariackie, jedną w Łodzi, gdzie współpracował z czeladnikiem stolarskim Ksawerym Kiefferem oraz drugą w Zgierzu, gdzie znalazł wsparcie w stolarzu, Andrzeju Kaczmarku. Po aresztowaniu w styczniu 1884 członków Komitetu Centralnego I Proletariatu został przyjęty na ich miejsce. Już w sierpniu 1884 został aresztowany i osadzony w Cytadeli Warszawskiej. Wyrokiem sądu z 20 grudnia 1885 został skazany na 16 lat katorgi na Sachalinie. Po odbyciu kary w 1897 nie mógł powrócić do kraju, a po odzyskaniu przez Polskę niepodległości postanowił pozostać na Syberii. Wolny kraj odwiedził raz, niedługo przed swoją śmiercią. O pobycie na Sachalinie napisał Wspomnienia proletariatczyka, które opublikowano się w czasopiśmie "Z Pola Walki" (Nr 2 1927).